# Baie Piciw Minikanan
La baie Piciw Minikanan est un plan d'eau douce situé dans la partie Ouest du réservoir Gouin, dans le territoire de la ville de La Tuque, dans la région administrative de la Mauricie, dans la province de Québec, au Canada.
Ce lac s’étend entièrement dans le canton de Poisson.
Les activités récréotouristiques constituent la principale activité économique du secteur. La foresterie arrive en second. La navigation de plaisance est particulièrement populaire sur ce plan d’eau, notamment pour la pêche sportive.
Le bassin versant du baie Piciw Minikanan est desservi du côté Est par la route forestière R1009 (qui dessert aussi tout le côté Ouest du réservoir Gouin et la vallée de la rivière Berthelot (rivière Mégiscane)).
La surface du baie Piciw Minikanan est habituellement gelée de la mi-novembre à la fin avril, toutefois la circulation sécuritaire sur la glace se fait généralement du début décembre à la fin de mars. La gestion des eaux au barrage Gouin peut entrainer des variations significatives du niveau de l’eau particulièrement en fin de l’hiver où l’eau est abaissée. Le niveau d’eau de cette baie s’équilibre avec celui du réservoir Gouin. À la suite de l’aménagement complétée en 1948 du barrage Gouin, la forme actuelle de la baie Piciw Minikanan a été façonnée par le rehaussement des eaux du réservoir Gouin.

## Géographie
Avant la fin de la construction du barrage La Loutre en 1916, créant ainsi le réservoir Gouin, la baie Piciw Minikanan avait une dimension plus restreinte. Après le deuxième rehaussement des eaux en 1948 avec l’aménagement du barrage Gouin, la baie Piciw Minikanan épousa sa forme actuelle. 
Les principaux bassins versants voisins du baie Piciw Minikanan sont :
- côté nord : lac Rienteau, lac Saveney, baie Adolphe-Poisson, baie Hanotaux, rivière Berthelot (rivière Mégiscane), baie Plamondon (réservoir Gouin), rivière Pascagama ;
- côté est : baie Adolphe-Poisson, baie Mattawa, lac du Mâle (réservoir Gouin), baie Saraana, lac Bureau (réservoir Gouin) ;
- côté sud : ruisseau Bignell, rivière Mégiscane, ruisseau Provancher, rivière Flapjack ;
- côté ouest : lac Martin, rivière Mégiscane, lac du Poète (rivière Mégiscane), lac Brécourt, lac Bernier (rivière Suzie).

D’une longueur de 2,0 km, la baie Piciw Minikanan s’étire vers le Nord-Est. Cette baie a un rôle stratégique car elle reçoit les eaux du canal de dérivation venant du lac du Poète (rivière Mégiscane). Ce canal a été aménagé pour faire dériver les eaux de la rivière Suzie et de la partie supérieure de la rivière Mégiscane vers le réservoir Gouin qui est à la tête de la vallée de la rivière Saint-Maurice.
La baie Piciw Minikanan est délimitée du côté Est par une presqu’île s’étirant
sur 2,3 km vers le Nord, laquelle forme la rive Ouest de la baie Adolphe-Poisson. Dans sa partie Nord, cette baie reçoit les eaux (venant de l'Ouest) de la décharge du lac Martin, où a été aménagée la "digue de la Baie-Poisson-Sud" à 0,7 km en amont.
L’embouchure du baie Piciw Minikanan est localisée au Nord-Est du Lac, soit à :
- 9,4 km au Sud-Ouest de l’embouchure de la baie Adolphe-Poisson (confluence avec le lac du Mâle (réservoir Gouin)) ;
- 23,6 km au Nord de la sortie de la Passe Kaopatinak laquelle sépare en deux le lac du Mâle (réservoir Gouin) ;
- 43,6 km au Sud-Ouest du centre du village de Obedjiwan lequel est situé sur une presqu’île de la rive Nord du réservoir Gouin ;
- 98,8 km à l’Ouest du barrage Gouin ;
- 135,7 km à l’Ouest du centre du village de Wemotaci (rive Nord de la rivière Saint-Maurice) ;
- 227 km au Nord-Ouest du centre-ville de La Tuque ;
- 318 km au Nord-Ouest de l’embouchure de la rivière Saint-Maurice (confluence avec le fleuve Saint-Laurent à Trois-Rivières)[1].

À partir de l’embouchure du baie Piciw Minikanan, le courant coule sur 124,7 km jusqu’au barrage Gouin, selon les segments suivants :
- 9,8 km vers le Nord-Est en traversant la baie Adolphe-Poisson jusqu’à son embouchure ;
- 37,3 km vers le Nord en traversant le lac du Mâle (réservoir Gouin), puis vers l’Est en traversant le lac Bourgeois (réservoir Gouin) et le lac Toussaint (réservoir Gouin) jusqu’au Sud du village d’Obedjiwan ;
- 81,9 km vers l’Est, en traversant notamment le lac Marmette (réservoir Gouin), puis vers le Sud-Est en traversant notamment le lac Brochu (réservoir Gouin), puis vers l’Est en traversant la baie Kikendatch, jusqu’au barrage Gouin.

À partir de ce barrage, le courant emprunte la rivière Saint-Maurice jusqu’à Trois-Rivières où il se déverse sur la rive Nord du fleuve Saint-Laurent.

## Toponymie
Le terme « Piciw Minikanan » est d’origine autochtone.
Le toponyme "Baie Piciw Minikanan" a été officialisé le 3 septembre 1981 par la Commission de toponymie du Québec.